# アルバート・システム
アルバート・システムは、ウジェーヌ・アルベールにより開発されたクラリネットのキーの仕掛けと指使いとの方式をいう。アルバート・システムは主に、東ヨーロッパとトルコとの民謡、クレズマー、それにディキシーランド・スタイルの音楽を演奏するクラリネット奏者により、今もなお使われている。しばしばこれらの音楽家は、キーのないトーン・ホールでスラーを簡単に演奏するために、好んでアルバート・システムを選ぶ。
アルバート・システムは、19世紀初期にイワン・ミュラーにより開発された13キーのシステムから派生した。そうしたことから、ドイツとオーストリアのクラリネット奏者に使われている（幾分か複雑な）エーラー・システムと関連がある。

アルバートクラリネット
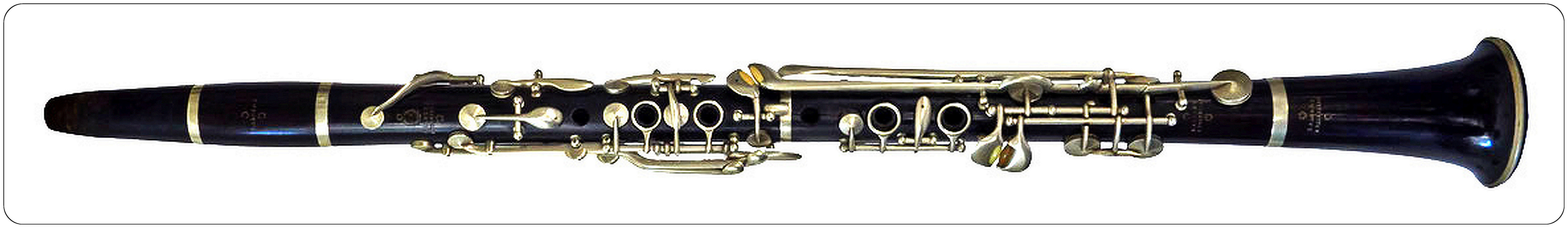